# Cerveza Imperial
Cerveza Imperial es una cerveza argentina, producida por CCU,  que se elabora en la ciudad de Santa Fe, provincia de Santa Fe, y en Luján, provincia de Buenos Aires, por parte de Cervecería Santa Fe, cuyos propietarios son CCU Argentina. 
Su particular elaboración está dada por las maltas, variedades de cebada (origen europeo y nacionales) y lúpulos de Estados Unidos.

## Historia
La historia de esta cerveza se remonta al año 1953, cuando la empresa Quilmes lanzó al mercado la Quilmes Imperial. Originalmente, fue pensada como una cerveza lager (rubia) de categoría mayor que la Quilmes Cristal común.
En el año 2002, la cervecería Quilmes fue comprada por la empresa que fabricaba Brahma (Ambev). Dentro de las condiciones que le impuso el estado a Quilmes para aprobar la venta, la multinacional debió desprenderse de algunas marcas, entre ella Imperial. 

## Cambio de manos
En el año 2004, Imperial fue comprada por ICSa, quien a finales del año 2007 vendió a la empresa chilena Compañía de Cervecerías Unidas.
En 2011, montando una fuerte campaña publicitaria, CCU lanzó dos nuevas variedades de Imperial, la Cream Stout (negra) y la Amber Lager (roja). Por primera vez en su historia, la marca produjo cervezas de estas variedades.
En 2012 fue lanzada su cuarta variedad, la Scotch Ale. La cerveza Imperial Cream Stout y la Scotch Ale son fabricadas en una planta en la Ciudad de Salta.
En octubre de 2017 se sumó su sexta variedad, Imperial IPA, una ale pálida y espumosa con una mayor graduación alcohólica y un alto nivel de lúpulo que brinda como resultado un mayor amargor que las cervezas rubias tradicionales.
Se fabricaban siete variedades de la marca: Lager, Cream Stout, Scotch Ale, IPA, Weissbier, Amber Lager y APA.
Luego de pocos años, cesó la producción de varias, por falta de consumo interno, desconocimiento y relativa poca publicidad.
Un ejemplo es la notable Scotch Ale, apreciada en el extranjero, en diversas listas y catálogos digitales de cervezas del mundo.[cita requerida]

## Productos
- Imperial Lager (5,5 % Vol.)[6]
- Imperial Amber Lager (5,5 % Vol.)[7]
- Imperial Cream Stout (6 % Vol.)[8]
- Imperial IPA (6 % Vol.)
- Imperial APA (5 % Vol.)
- Imperial Weissbier Trigo (5,3 % Vol.)[9]
- Imperial Golden (IBU 8, ABV 4,7 %)
- Imperial Golden 00 (0 % Vol.)